# Jerewan FA
Jerewan FA (orm. «Երևան» ֆուտբոլային ակումբ, "Jerewan" Futbolajin Akumby) – ormiański klub piłkarski, mający siedzibę w stolicy kraju, mieście Erywań. Obecnie występuje w Barcragujn chumb.

## Historia
Chronologia nazw:
- 1995: Kotajk-2 Abowian (orm. «Կոտայք-2» Աբովյան)
- 1995: Jerewan FA (orm. «Երևան» ՖԱ)
- 1999: klub rozwiązano
- 2018: Jerewan FA (orm. «Երևան» ՖԱ)

Klub piłkarski Kotajk-2 Abowian został założony w miejscowości Abowian w 1995 roku jako druga drużyna klubu Kotajk Abowian. Ale po zakończeniu sezonu oddzielił się, przeniósł się do Erywaniu i zmienił nazwę na Jerewan FA.
W sezonie 1995/96 debiutował w najwyższej lidze Armenii, zajmując trzecie miejsce. W następnym sezonie klub zajął także trzecie miejsce, a w przejściowym sezonie w 1997 odniósł największy sukces w historii - zdobywając mistrzostwo Armenii. W następnym sezonie spadł na trzecie miejsce. Zespół trzykrotnie grał w europejskich pucharach i za każdym razem odpadał już w pierwszej rundzie. Sezon 1999 był ostatnim dla klubu, który po raz pierwszy nie zdobył medali, zajmując 5. miejsce wśród 9 drużyn. Po zakończeniu sezonu klub został rozwiązany.
13 lipca 2018 roku Federacja Piłki Nożnej Armenii ogłosiła, że Jerewan FA powraca do profesjonalnej piłki nożnej i weźmie udział w pierwszej lidze armeńskiej. W sezonie 2018/19 zajął drugie miejsce w lidze i awansował do Barcragujn chumb.

## Barwy klubowe, strój
| Żółty | Czerwony |

Klub ma barwy żółto-czerwone. Zawodnicy domowe spotkania zazwyczaj grają w żółtych koszulkach, czerwonych spodenkach oraz żółtych getrach.

## Sukcesy

### Trofea międzynarodowe
| \| \| Zdobyte trofea w rozgrywkach międzynarodowych (stan na: 31-05-2019) \| |                                                                     |      |          |
| Rozgrywki                                                                    | Osiągnięcie                                                         | Razy | Sezon(y) |
| · Liga Europy · (Puchar UEFA)                                                | zdobywca                                                            | 0    |          |
| · Liga Europy · (Puchar UEFA)                                                | finalista                                                           | 0    |          |
| · Liga Europy · (Puchar UEFA)                                                | 1.runda kw.                                                         | 1    | 1997/98  |
| FIFA                                                                         | Zdobyte trofea w rozgrywkach międzynarodowych (stan na: 31-05-2019) |      |          |

### Trofea krajowe
| \| \| Zdobyte trofea w rozgrywkach Armenii (stan na: 31-05-2019) \| |                                                            |      |                        |
| Rozgrywki                                                           | Osiągnięcie                                                | Razy | Sezon(y)               |
| Mistrzostwo                                                         | I miejsce                                                  | 1    | 1997                   |
| Mistrzostwo                                                         | II miejsce                                                 | 1    | 2018/19                |
| Mistrzostwo                                                         | III miejsce                                                | 3    | 1995/96, 1996/97, 1998 |
| Puchar                                                              | zdobywca                                                   | 0    |                        |
| Puchar                                                              | finalista                                                  | 1    | 1998                   |
| II liga                                                             | I miejsce                                                  | 0    |                        |
| II liga                                                             | II miejsce                                                 | 1    | 2018/19                |
| II liga                                                             | III miejsce                                                | 0    |                        |
| Armenia                                                             | Zdobyte trofea w rozgrywkach Armenii (stan na: 31-05-2019) |      |                        |

## Poszczególne sezony

### Rozgrywki międzynarodowe

#### Europejskie puchary
Legenda do wszystkich tabel:
- Q – runda eliminacyjna, 1/16, 1/8, 1/4, 1/2 – odpowiednia faza rozgrywek, Grupa – runda grupowa, 1r gr – pierwsza runda grupowa, 2r gr – druga runda grupowa, F – finał, R – runda, PO – play-off
- k. – rzuty karne, los. – losowanie, Dogr. – dogrywka, w. – zasada bramek strzelonych na wyjeździe

| Sezon     | Rozgrywki     | Runda | Klub            | Dom | Wyjazd | Ogólnie |
| --------- | ------------- | ----- | --------------- | --- | ------ | ------- |
| 1997/98   | Puchar UEFA   | 1Q    | Dnipro          | 0–2 | 1–6    | 1–8     |
| 1998/99   | Liga Mistrzów | 1Q    | HJK Helsinki    | 0–3 | 0–2    | 0–5     |
| 1999/2000 | Puchar UEFA   | Q     | Hapoel Tel Awiw | 0–2 | 1–2    | 1–4     |

### Rozgrywki krajowe
| \| Armenia \| Bilans występów klubu w rozgrywkach piłkarskich Armenii (Stan na 31 maja 2019 r.) \| \| |                                                                                   |        |       |   |   |   |    |    |     |                       |        |        |      |
| Poziom                                                                                                | Rozgrywki                                                                         | Sezony | Mecze | Z | R | P | B+ | B– | Pkt | Lata                  | Awanse | Spadki | Naj. |
| I | Barcragujn chumb                                                                  | 5      |       |   |   |   |    |    |     | 1995–1999, od 2019/20 | 0      | 1      | 1    |
| II | Araczin chumb                                                                     | 1      |       |   |   |   |    |    |     | 2018/19               | 1      | 0      | 2    |
| | Puchar Armenii                                                                    | 5      |       |   |   |   |    |    |     | 1995–1999, od 2018/19 | 0      | 0      | 2    |
| Armenia                                                                                               | Bilans występów klubu w rozgrywkach piłkarskich Armenii (Stan na 31 maja 2019 r.) |        |       |   |   |   |    |    |     |                       |        |        |      |

## Piłkarze, trenerzy, prezydenci i właściciele klubu

### Trenerzy
- 01.1995–0?.1995:  Gagik Tatewosjan
- 0?.1995–12.1995:  Wagarszak Aslanian
- 01.1996–12.1996:  Samwel Darbinian
- 01.1997–06.1997:  Samwel Petrosjan
- 07.1997–12.1997:  Samwel Darbinian
- 03.1998–05.1998:  Aszot Chaczatrian
- 05.1998–08.1999:  Samwel Darbinian
- 08.1999–12.1999:  Aramajis Tonojan
- 07.2018–01.2019:  Samwel Sargsjan
- 01.02.2019–30.06.2019:  Eduard Pawłow
- 01.07.2019–05.09.2019:  Nebojša Petrović
- 05.09.2019–16.09.2019:  Georgi Ghazarian (p.o.)
- 16.09.2019–04.10.2019:  Vlad Goian
- 04.10.2019–11.11.2019:  António Caldas

### Prezydenci
- 01.1995–12.1995:  Sarkis Israeljan
- 01.1996–12.1999:  Karen Harutiunian
- od 07.2018:  Karen Harutiunian

## Struktura klubu

### Stadion
Klub piłkarski rozgrywa swoje mecze domowe na stadionie Akademii Piłkarskiej w Wanadzorze, który może pomieścić 6 000 widzów. Do 1999 występował na stadionie Hrazdan w Erywaniu, którego pojemność 54 208 miejsc.

### Inne sekcje
Klub prowadzi drużyny dla dzieci i młodzieży w każdym wieku.

## Kibice i rywalizacja z innymi klubami

### Rywalizacja
Największymi rywalami klubu są inne zespoły z miasta.

### Derby
- Alaszkert Erywań
- Arabkir Erywań
- Ararat Erywań
- Ararat-Armenia Erywań
- Bananc Erywań
- CSKA Erywań
- Erebuni Erywań
- Kilikia Erywań
- Lokomotiw Erywań
- Noah Erywań
- Piunik Erywań
- Urartu Erywań
- Wan Erywań
- Zwartnoc-AAL Erywań